# Samuel Coco-Viloin
Samuel Coco-Viloin (ur. 19 października 1987 w Conflans-Sainte-Honorine) – francuski lekkoatleta, sprinter i płotkarz.
Największym sukcesem Coco-Viloina jest srebrny medal Mistrzostw Świata Juniorów w Lekkoatletyce (Pekin 2006) zdobyty w biegu na 110 metrów przez płotki, gdzie przegrał jedynie z Polakiem Arturem Nogą.
Coco-Viloin uczestniczył w igrzyskach olimpijskich (Pekin 2008):
doszedł do półfinału biegu na 110 metrów przez płotki, biegał również (na ostatniej zmianie) we francuskiej sztafecie 4 × 100 metrów, która także odpadła w półfinale.
Złoty medalista mistrzostw Francji.

## Rekordy życiowe
- bieg na 110 m przez płotki – 13,46 (2008)
- bieg na 110 m przez płotki (99 cm) – 13,35 (2006) – Rekord Francji Juniorów
- bieg na 50 m przez płotki (hala) – 6,61 (2008)
- bieg na 60 m przez płotki (hala) – 7,66 (2011)